# Islamitisch terrorisme

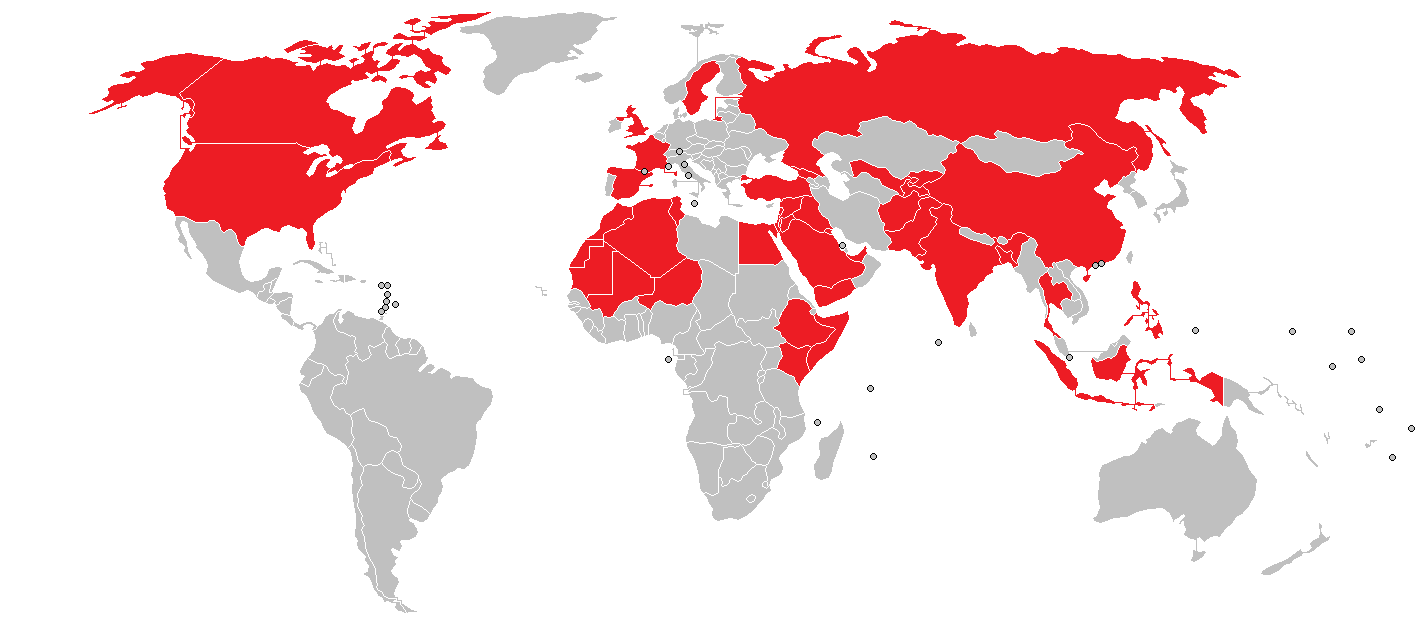
Landen die tussen 2001 en 2011 op hun grondgebied getroffen zijn door islamitisch terrorisme

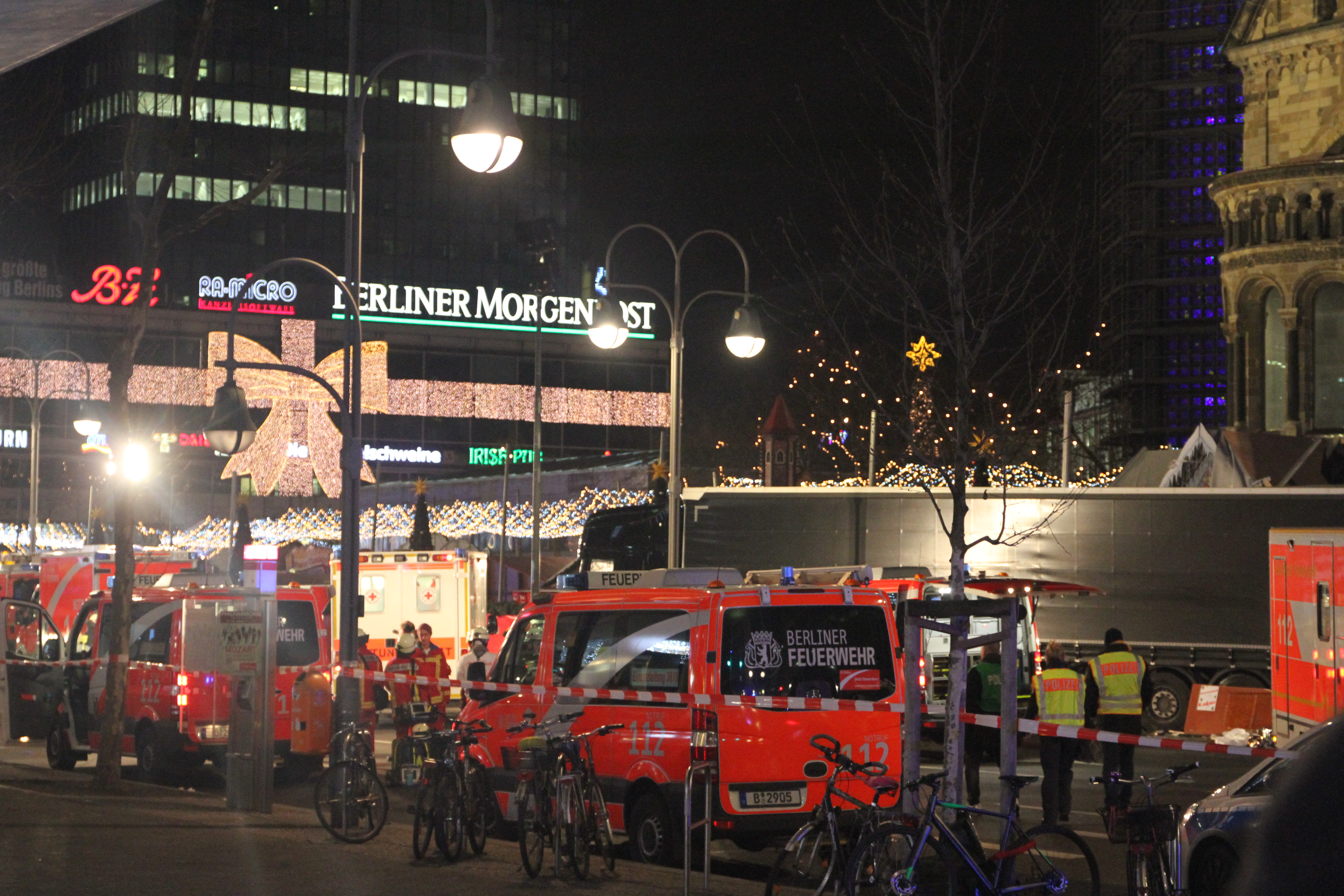
Aanslag op een kerstmarkt in Berlijn, 2016

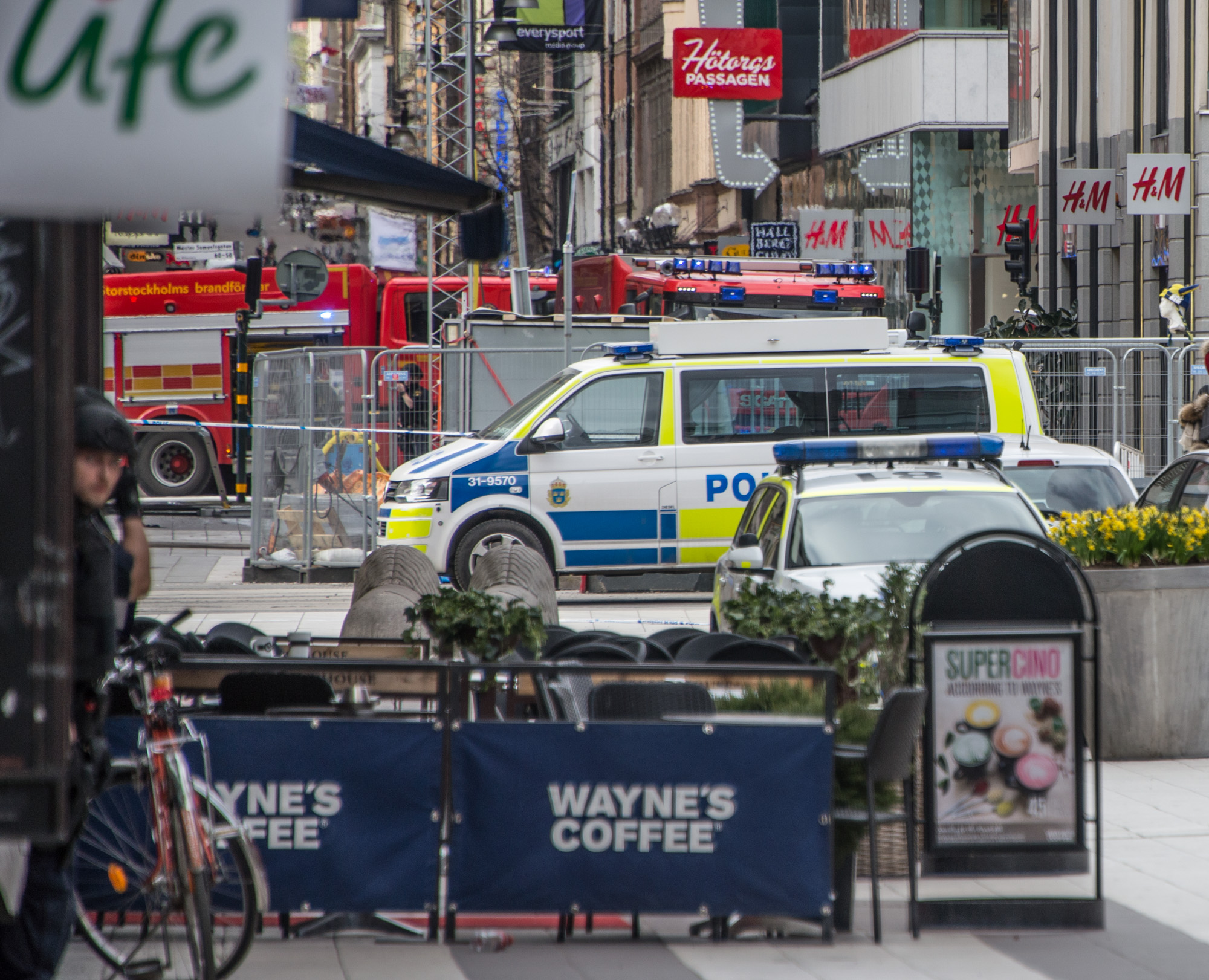
Aanslag met een vrachtwagen in Stockholm, 2017

Met het begrip islamitisch terrorisme wordt het terrorisme bedoeld dat wordt gemotiveerd met een beroep op de islam, de koran en op islamitische wetten.

## Toelichting
In de 21e eeuw hebben islamitische terroristen wereldwijd een reeks van zware aanslagen gepleegd, waaronder de aanslagen op 11 september 2001 in de Verenigde Staten, waarbij 3000 mensen om het leven kwamen, en de aanslagen in Madrid van 11 maart 2004, waarbij 191 mensen om het leven kwamen. Islamitisch georiënteerde aanslagen van soennieten waren in 2011 volgens het National Counterterrorism Center, de officiële adviesraad aangaande antiterreurmaatregelen van de Verenigde Staten van Amerika, wereldwijd verantwoordelijk voor ongeveer 70% van alle terroristische moorden, dat jaar 12.533. Het NCTC rekent onder de slachtoffers ook militairen en politie mee; het aantal burgerslachtoffers bedroeg in totaal 6418. De slachtoffers zijn in grote meerderheid moslims, volgens het NCTC variërend tussen de 82% en 97% in de jaren 2007-2011. De helft van de doden viel in Afghanistan en Irak.
In de Europese Unie worden volgens Europol ieder jaar vrij veel "religieus geïnspireerde" verdachten gearresteerd, tussen 110 en 395 in de jaren 2009-2014. De intensiteit van het feitelijk uitgevoerde islamitisch terrorisme is er de meeste jaren echter laag. Vanaf 2015 is wel een duidelijke toename waar te nemen. In 2015 vonden 17 jihadistische aanvallen plaats in de EU, waarbij in totaal 150 mensen vermoord werden. In 2016 vonden 13 jihadistische aanvallen plaats in de EU, waarbij in totaal 135 mensen vermoord werden. Het aantal arrestaties voor jihadistisch terrorisme bedroeg 687 in 2015 en 718 in 2016. Islamitisch georiënteerde aanslagen waren in 2015 en 2016 volgens Europol verantwoordelijk voor respectievelijk 99% en 95% van alle terroristische moorden in Europa. Volgens Gilles de Kerchove, voormalig EU-coördinator voor terrorismebestrijding, zouden er meer dan 50.000 geradicaliseerde moslims in Europa zijn.
Tot 2019 pleegden extremisten sinds de aanslagen op het World Trade Center in New York op 11 september 2001 ten minste 31.221 aanslagen wereldwijd, waarbij minstens 146.811 mensen werden vermoord. De aanslagen vonden met name plaats in het Midden-Oosten (Irak), Azië (India, Afghanistan), Afrika (Nigeria), en binnen Europa in steden zoals Madrid, Londen, Parijs, Brussel, Barcelona en Berlijn.

## Aanslagen in Europa
Sinds 11 maart 2004 zijn de volgende aanslagen in Europa in meer of mindere mate aan te duiden als islamitisch terrorisme (deze lijst is niet volledig):
- 11 maart 2004 – Terroristische aanslagen in Madrid van 11 maart 2004 in Madrid. 191 mensen worden gedood en 1400 verwond.
- 2 november 2004 – Moord op Theo van Gogh door Mohammed Bouyeri.
- 7 juli 2005 – Bomaanslagen in de Londense metro en een Londense bus. 52 mensen worden gedood en 700 verwond.
- 21 juli 2005 – Grotendeels mislukte bomaanslagen in de Londense metro en op een Londense bus. Eén persoon wordt verwond.
- 30 juni 2007 – Op de luchthaven van Glasgow rijdt een auto met hoge snelheid in op terminal 1. Een inzittende van de auto komt om het leven.
- 1 januari 2010 – Ondanks de permanente politiebewaking dringt een in Denemarken wonende Somaliër het huis van Kurt Westergaard binnen. Hij is gewapend met een mes en een bijl. De politie kan de aanslag verijdelen en schiet de indringer neer.[9]
- 11 december 2010 – Bij bomaanslagen in Stockholm komt een zelfmoordterrorist om het leven en raken twee omstanders gewond.[10]
- 2 maart 2011 – Twee Amerikaanse militairen worden doodgeschoten op het vliegveld van Frankfurt.[11]
- 11 maart 2012 – Bij een sportschool in Toulouse vermoordt Mohammed Merah een dertigjarige parachutist van het Franse leger.[12] (Schietpartijen in Midi-Pyrénées)
- 12 maart 2012 – Op de sjiitische Rida moskee in Anderlecht wordt door een soennitische extremist een aanslag gepleegd in de vorm van brandstichting, waarbij de imam van de moskee om het leven komt en enkele gewonden vallen.
- 15 maart 2012 – Twee militairen van 24 en 26 jaar komen om het leven en een derde raakt zwaargewond, als ze door Mohammed Merah worden beschoten net buiten een militair terrein in Montauban. Op de plek van de schietpartij werden vijftien kogelhulzen gevonden.[13]
- 19 maart 2012 – Schietpartij bij de joodse Ozar Hatorah-school in Toulouse. Mohammed Merah begint te schieten op wachtende ouders en kinderen en vlucht daarna op een zwarte scooter. Drie kinderen en een man van dertig overleven de schietpartij niet, één 17-jarige jongen raakt zwaargewond.[14]
- 18 juli 2012 – Bij een zelfmoordaanslag op een bus met Israëlische jongeren nabij de luchthaven van de stad Burgas in Bulgarije vielen zeven doden en 32 gewonden.[15] Hezbollah bleek achter de aanslag te zitten.[16]
- 22 mei 2013 – In Londen wordt de 25-jarige militair Lee Rigby op klaarlichte dag vermoord door twee Nigerianen. De hals van het slachtoffer vertoonde verschillende snijwonden.[17]
- 24 mei 2014 – Schietpartij in het Joods Museum van België. Vier mensen worden gedood. Op 30 mei, zes dagen na de schietpartij, werd in Marseille bij toeval een verdachte aangehouden. De 29-jarige Mehdi Nemmouche uit de Noord-Franse stad Tourcoing reisde met een uit Amsterdam afkomstige bus toen de Franse douane bij een drugscontrole in zijn tas wapens en munitie vond. Ook had hij een videocamera bij zich met daarop een verklaring waarin de verantwoordelijkheid voor de moorden werd genomen.
- 20 december 2014 – Een bekeerling valt het politiebureau in het Franse Joué-lès-Tours zwaaiend met een mes en ‘Allah Akbar’ roepend binnen. Hij verwondt een aantal agenten met zijn mes. Een agent schiet de man dood.
- 21 december 2014 – In het Franse Dijon rijdt een automobilist in op voorbijgangers. Daarbij vallen elf gewonden. Volgens getuigen riep de man ‘Allahu Akbar’.
- 22 december 2014 – Op de kerstmarkt in de Franse stad Nantes rijdt een automobilist in op een groep mensen. Ook hierbij wordt de kreet ‘Allahu Akbar’ gebruikt.
- 7 januari 2015 – Extremisten plegen een aanslag op het satirische weekblad Charlie Hebdo in de Franse hoofdstad Parijs. Er vallen 12 doden en minstens 11 gewonden.
- 8 januari 2015 – In het zuiden van Parijs wordt een politieagente doodgeschoten. Verdachte is Amedy Coulibaly.
- 9 januari 2015 – Een dag later gijzelt dezelfde Coulibaly de aanwezigen in een koosjere supermarkt in de buurt van Porte de Vincennes in het oosten van Parijs. Hierbij worden vier aanwezigen en Coulibaly gedood.
- 14 februari 2015 – Aanslagen in Kopenhagen. Omar Abdel Hamid El-Hussein opent het vuur op een gebouw waar een bijeenkomst wordt gehouden over de vrijheid van meningsuiting. Doelwit is waarschijnlijk de Zweed Lars Vilks. Later opent hij ook het vuur bij de Grote Synagoge van Kopenhagen. Er vallen uiteindelijk drie doden, onder wie de dader.
- 26 juni 2015 – Aanslag in Saint-Quentin-Fallavier. Yassine Salhi onthoofdt zijn werkgever en ramt later met zijn auto enkele gasflessen op het terrein van Air Products, gelegen bij het industrieterrein van Saint-Quentin-Fallavier. Deze komen tot ontploffing en er vallen hierbij twee lichtgewonden.
- 21 augustus 2015 – De in Syrië getrainde Marokkaan Ayoub El Khazzani stapt in Brussel in de Thalys op weg naar Parijs. Hij sluit zich op in de toilet en haalt uit zijn tas een kalasjnikov met negen opladers, een automatisch pistool en een stanleymes. Nadat hij het vuur opende, wordt hij door meerdere passagiers overmeesterd.
- 13 november 2015 – Aanslagen in Parijs. Terroristen plegen op verschillende plaatsen in die stad aanslagen waaronder bij het Stade de France waar op dat moment een oefeninterland tussen Frankrijk en Duitsland bezig is en in de concertzaal Bataclan waar op dat moment ongeveer honderd mensen aanwezig zijn. Bij deze aanslagen komen meer dan 130 mensen om het leven.
- 12 januari 2016 – Er worden negen Duitsers gedood door een bomaanslag in Istanboel. De Turkse president Recep Tayyip Erdogan verklaart na de aanslag dat de dader een 28-jarige Syrische zelfmoordterrorist is die een buitenlands lid was van Islamitische Staat (IS).
- 19 maart 2016 – Bomaanslag in Istanboel, gepleegd door Mehmet Öztürk. De dader stond al geruime tijd op een lijst van terreurverdachten als lid van Islamitische Staat. Bij de explosie kwamen naast de dader vier buitenlandse toeristen om het leven, twee Amerikanen en twee Israëliërs.
- 22 maart 2016 – Aanslagen in Brussel. Op 22 maart 2016 werden diverse aanslagen in en rond Brussel gepleegd waarbij tientallen mensen om het leven kwamen. Het federaal parket spreekt van 31 dodelijke slachtoffers en 270 gewonden. Dezelfde dag eiste IS de aanslagen op; dit is nog niet bevestigd via andere bronnen.
- 13 juni 2016 – Bij een moordaanslag in Magnanville worden een politieagent en zijn echtgenote in hun woning vermoord. De aanslag wordt door IS opgeëist via hun eigen persagentschap Amaq, met een video waarin de dader trouw zweert aan de leider van IS.[18]
- 28 juni 2016 – Aanslag op Atatürk Airport in Istanboel. Er vallen 45 doden. De Turkse overheid zegt dat IS achter de aanslag zit.
- 14 juli 2016 – De geradicaliseerde Mohamed Lahouaiej Bouhlel rijdt in Nice met een vrachtwagen door een mensenmenigte heen, waarbij 85 doden vallen. Terreurgroep IS eist twee dagen na de aanslag via persbureau Amaq de verantwoordelijkheid op.[19]
- 19 juli 2016 – In een trein nabij het Duitse Würzburg vallen drie zwaargewonden nadat een Afghaan hen heeft aangevallen met een bijl. De dader, die wordt doodgeschoten door de politie, stond in contact met IS.
- 24 juli 2016 – Een 27-jarige Syriër blaast zichzelf op bij een festival in het Duitse Ansbach. De dader komt om het leven, er vallen 12 gewonden. De dader had in een filmpje trouw gezworen aan IS.
- 26 juli 2016 – Priester Jacques Hamel wordt in Saint-Étienne-du-Rouvray tijdens de ochtendmis de keel opengesneden door twee moslimjongeren. Een misganger wordt levensgevaarlijk gewond. Dezelfde dag eist IS de aanslag op.
- 6 augustus 2016 - Aanslag in Charleroi. In een politiekantoor in Charleroi worden twee agentes aan het onthaal met een machete aangevallen door een 33-jarige illegale Algerijn terwijl hij "Allahu Akbar" roept. Een derde agente kan de aanvaller neerschieten. Op 7 augustus eist Islamitische Staat de aanslag op.
- 19 december 2016 – Aanslag op een kerstmarkt in Berlijn nabij de Gedächtniskirche. Er vallen twaalf doden en een dag later eist Islamitische Staat de aanslag op.
- 22 maart 2017 – Aanslag in Londen. Er vallen zes doden (inclusief de dader), een dag later eist Islamitische Staat de aanslag op.
- 7 april 2017 – Aanslag in Stockholm. Een man in een vrachtwagen rijdt in op mensen in het centrum van de Zweedse hoofdstad. Er vallen vijf doden.
- 20 april 2017 – Aanslag op de Champs-Élysées in Parijs. Een man met een kalasjnikov beschiet een politiewagen. Een agent komt om het leven en twee agenten en een toerist raken gewond. De schutter wordt doodgeschoten. Terreurgroep Islamitische Staat eist de aanslag op.
- 22 mei 2017 – Aanslag in Manchester op 22 mei 2017. Bij een concert van zangeres Ariana Grande wordt een bom tot ontploffing gebracht. Er vallen 22 doden en tientallen gewonden.
- 3 juni 2017 – Aanslag in Londen op 3 juni 2017. Een bestelbus met 3 inzittenden rijdt in op Londen Bridge om later verder te gaan naar Borough Market om met messen mensen te doden. Er vallen 7 doden.
- 28 juli 2017 – Een 26-jarige geradicaliseerde man uit de Verenigde Arabische Emiraten, steekt willekeurig om zich heen met een keukenmes in een supermarkt in Hamburg. Een 50-jarige man komt daarbij om het leven, vijf andere mensen raken gewond.
- 9 augustus 2017 – Een auto rijdt opzettelijk in op een groep militairen die de kazerne uit lopen in een voorstad van Parijs, de gemeente Levallois-Perret. Er raken in totaal zes militairen gewond van wie twee ernstig. De verdachte, een man, werd later op de dag aangehouden.
- 17 augustus 2017 – Aanslagen in Catalonië op 17 en 18 augustus 2017. Op de Ramblas in Barcelona rijden terroristen voetgangers met een bestelwagen omver. Er vallen ten minste 15 doden en meer dan 100 gewonden. IS eist de aanslag op.
- 18 augustus 2017 – Een 18-jarige asielzoeker uit Marokko steekt willekeurig om zich heen op een markt in Turku - Finland. Er vallen 2 doden en 8 gewonden.
- 1 oktober 2017 – Een Tunesiër die illegaal in Frankrijk verbleef, doodt twee jonge vrouwen met een mes nabij het station Saint-Charles in Marseille terwijl hij "Allah Akbar" riep. De dader wordt daarna doodgeschoten door militairen.
- 23 maart 2018 – Aanslagen in Aude 2018. De 25-jarige dader schoot op die dag vier mensen dood en werd later zelf door de politie gedood.
- 5 mei 2018 – Malek F. steekt drie mensen neer op het Westerdijkplein in Den Haag. De slachtoffers raken gewond, maar overleven wel.
- 12 mei 2018 – Een man steekt vijf mensen neer in het centrum van Parijs. Er vallen twee doden, inclusief de dader.
- 29 mei 2018 – Aanslag in Luik, waarbij vier doden vallen, inclusief de dader.
- 31 augustus 2018 – Aanslag op Station Amsterdam Centraal. Een Afghaanse man, Jawed S., steekt twee Amerikaanse toeristen neer, die zwaargewond raken.
- 11 december 2018 – Schietpartij in Straatsburg, op de bekende jaarlijkse kerstmarkt van die stad waarbij vijf doden en elf gewonden vielen.
- 18 maart 2019 – Een man, Gökmen T., opent op 18 maart het vuur in een tram op het 24 Oktoberplein in Utrecht. Vier mensen komen om het leven, zes raken gewond.
- 16 oktober 2020 – Aanslag in Conflans-Sainte-Honorine. Onthoofding van de leraar Samuel Paty op straat.
- 29 oktober 2020 – Aanslag in Nice. Drie personen in een kerk met mes om het leven gebracht.
- 2 november 2020 – Aanslag in Wenen op zes locaties in de binnenstad waarbij door de schietpartijen meerdere doden vielen onder wie een politieagent.
- 13 oktober 2021 - Een man, Espen Andersen Bråthen, schiet in het Noorse Kongsberg met een pijl en boog vijf mensen dood en maakt drie gewonden.
- 15 oktober 2021 - David Amess wordt in zijn kiesdistrict Leigh-on-Sea doodgestoken door een Somaliër, de dader wordt later gearresteerd.
- 25 juni 2022 - Aanslag in Oslo op 25 juni 2022
- 14 oktober 2023 - Een twintig jarige Tsjetsjeense man steekt op een parkeerplaats in het Franse Arras 'Allahoe akbar' roepend een leraar neer, waarna deze overlijdt. Een andere leraar en een beveiliger raakten zwaargewond.
- 16 oktober 2023 - Aanslag in Brussel. Voor het aanvangen van de wedstrijd België-Zweden schiet een uit Tunesië afkomstige man, die illegaal in België verbleef, twee Zweedse fans neer in Brussel, terwijl hij ‘Allahu Akbar’ roept. Hierna uploadt hij een video op sociale media waarin hij zegt bij IS te horen. Dezelfde avond nog wordt hij doodgeschoten in een café.[20].
- 22 maart 2024 - Aanslag op Crocus City Hall. In de stad Krasnogorsk dringen gewapende mannen de concerthal 'Crocus City Hall' binnen. De mannen hebben de Tadzjiekse nationaliteit. Er ontstaat een hevige brand in het gebouw. IS eist de aanslag op. Eerst wijst Russisch president Vladimir Poetin naar Oekraïne als dader in het kader van de Russisch-Oekraïense oorlog. Later komt hij hier op terug.

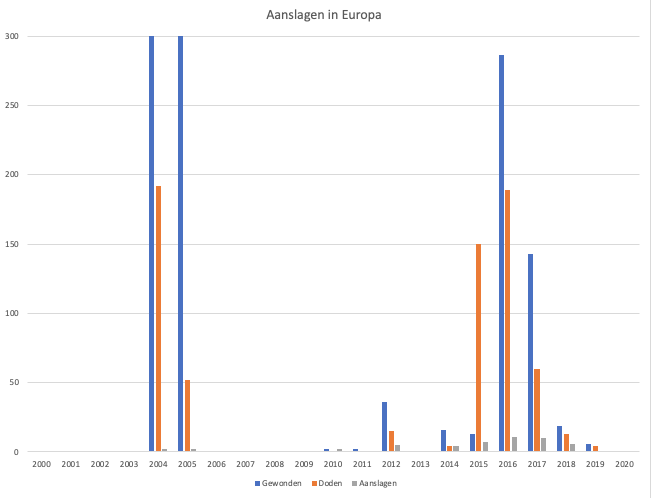
Islamitische aanslagen in Europa (aantal doden, gewonden en aanslagen per jaar)

## Organisaties
Bekende islamitische terroristische organisaties zijn:
- Taliban
- Al Qaida - wereldwijd
- Islamitische Staat (in Irak en de Levant) (ISIS, ISIL, IS) - wereldwijd maar voornamelijk in Syrië en Irak
- Groupe Salafiste pour la Prédication et le Combat - Algerije
- Groupe Islamique Armé (GIA) - Algerije
- Groupe Islamique Combattant Marocain of Marokkaanse Islamitische Strijdersgroep (GICM) - België, Nederland en Spanje
- Islamitische Beweging van Centraal-Azië - Centraal-Azië
- Egyptische Islamitische Jihad (EIJ) - Egypte
- Gama'a al-Islamiyya - Egypte
- Takfir wal Hijra - Egypte, Europa, Midden-Oosten
- Abu Sayyaf - Filipijnen
- Moro Islamic Liberation Front - Filipijnen
- Jemaah Islamiyah (JI) - Indonesië (en omstreken)
- Ansar al-Islam (AAI) - Irak
- Asbat al-Ansar - Libanon
- Hezbollah - Libanon (door onder ander Israël, de VS, Canada en de EU als terroristisch beschouwd)
- Libische Islamitische Gevechtsgroep of Al-Jama'a al-Islamiyyah al-Muqatilah bi-Libya - Libië
- Ansar Dine - Mali
- Al Qaida in de Islamitische Maghreb (AQIM) - Mali
- Ahlu Sunnah Wa-Jama of Ansar al-Sunnah - Mozambique
- Boko Haram - Nigeria en omliggende landen
- Ansaru - Nigeria
- Islamitische Beweging van Oezbekistan - OezbekistanViering van het 25-jarig jubileum van Hamas (2012)
- Hamas - Palestijns

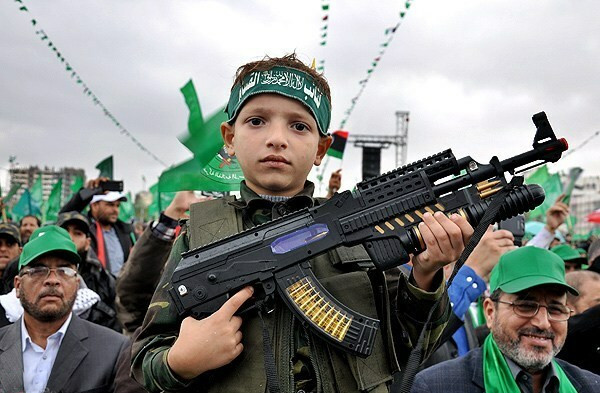
Viering van het 25-jarig jubileum van Hamas (2012)

- Islamitische Jihad (PIJ) - Palestijns
- Harakat ul-Mujahidin (HUM) - Pakistan
- Al-Shabaab - Somalië, Kenia
- Gerakan Mujahideeën Islam Pattani (GIMP) - Thailand
- Revolutionair Nationaal Front of Barisan Revelusi Nasional (BRN) - Thailand
- Great Eastern Islamic Raiders' Front (IBDA-C) - Turkije
- Lashkar-e-Taiba - Pakistan